# Секерка (Підляське воєводство)
Секерка (пол. Siekierka) — село в Польщі, у гміні Сідра Сокульського повіту Підляського воєводства.
Населення — 129 осіб (2011).
У 1975-1998 роках село належало до Білостоцького воєводства.

## Демографія
Демографічна структура станом на 31 березня 2011 року:
|          | Загалом | Допрацездатний вік | Працездатний вік | Постпрацездатний вік |
| -------- | ------- | ------------------ | ---------------- | -------------------- |
| Чоловіки | 60      | 11                 | 38               | 11                   |
| Жінки    | 69      | 12                 | 25               | 32                   |
| Разом    | 129     | 23                 | 63               | 43                   |